# No Better
„No Better” – utwór nowozelandzkiej piosenkarki Lorde, pochodzący z rozszerzonej wersji jej debiutanckiego albumu studyjnego, zatytułowanego Pure Heroine. Utwór wydany został 13 grudnia 2013 roku przez wytwórnię Universal Music Group jako singel promujący album. „No Better” to electropopowa i trip hopowa ballada z elementami hip-hopu, w której piosenkarka omawia zakochanie. Krytycy muzyczni byli zdania, że singel ma podobny styl muzyczny do innych utworów z albumu Pure Heroine.

## Tło
Twórcami tekstu utworu są Ella Yelich O'Connor oraz Joel Little, który zajął się także jego produkcją. „No Better” wydany został 13 grudnia 2013 roku przez wytwórnię Universal Music Group jako singel w formacie digital download w iTunes Store. Singel został udostępniony za darmo aż do 19 grudnia w ramach świątecznej promocji 12 Days of Gifts w iTunes Store.

## Odbiór
Marc Hogan z magazynu Spin napisał, że utwór "przemyka pomiędzy dość żywymi szczegółami pierwszej osoby", podczas gdy Whitney Phaneuf z serwisu HitFix oznaczyła „No Better” jako "seksowny" utwór. Eric Danton z czasopisma Rolling Stone wyraził opinię, że tekst utworu jest "dziewczęcy i rozumny". Pisząc dla magazynu Slate L. V. Anderson napisał, że singel przypomina niektóre z najlepszych utworów z albumu Pure Heroine, ale jest także "lżejszy, prostszy [...] oraz więcej słodszy niż większość utworów z albumu", mimo jego ciemnego motywu. „No Better” zadebiutował 23 grudnia 2013 roku w notowaniu New Zealand Artists Singles Chart na 7. pozycji. Tydzień później utwór spadł do 19. pozycji przed wypadnięciem z notowania.

## Lista utworów
- Digital download[2]

1. „No Better” – 2:50
2. „Royals” (teledysk) – 4:03